# 鏟狀麴黴
鏟狀麴黴（学名：Aspergillus spathulatus）为髮菌科麴菌屬下的一个种。

## 扩展阅读
- 維基物種上的相關：鏟狀麴黴